# 2011年チリ空軍輸送機墜落事故
2011年チリ空軍輸送機墜落事故（2011ねんチリくうぐんC-212きついらくじこ）は、2011年9月2日、チリ空軍のCASA C-212中型輸送機が同国サンティアゴからロビンソン・クルーソー島へと向かう運航中に太平洋上で墜落した航空機事故である。本事故で、搭乗していた乗員乗客合わせて21人全員が死亡した。 
テレビシオン・ナシオナル・デ・チリ（チリ国営テレビ）のスタッフを輸送する際中の事故であり、犠牲者の中には司会者のフェリペ・カミロアガ（英語: Felipe Camiroaga）とジャーナリストのロベルト・ブルーセ（英語: Roberto Bruce）も含まれる。 

## 事故
本機は、チリ空軍第10輸送隊によって運用され、2010年のチリ地震発生後から救援活動を支援するための飛行を行ってきた。現地時間13時52分（UTC 16時52分）に、17人の乗客と4人の乗員を乗せた本機は、サンティアゴのアルトゥーロ・メリノ・ベニテス国際空港を出発し、ロビンソン・クルーソー空港へ向かっていた。 
悪天候と強風に針路を妨害されつつも、3時間近くかけてロビンソン・クルーソ島付近に到着した。飛行場上空に到着し、着陸のためにそのまま上空を通過し、反対側からアプローチを試みた。しかし、強い横風が吹いていたためアプローチは中止され、再度着陸を試みるために一旦上昇した。 
16時48分に、飛行場職員は、本機が低高度で大きく旋回するのを目撃した。直後、丘で隠れてしまい、再び本機を目撃することはなく、そのまま姿を見失った。本機はロビンソン・クルーソ島とサンタ・クララ島（英語: Santa Clara Island）の間の海域に墜落し、乗員乗客全員が死亡していた。 
地元の漁師や住民らが、海に浮かぶ女性2人と男性1人の遺体を発見し、9月7日にはさらに4人の遺体が回収された。本事故は、チリ空軍としては1977年の事故に次ぐ最悪の事故となった。

## 事故機
事故機は、機体記号966のCASA C-212 300DF型であり、1994年に製造された。 

## 犠牲者
犠牲者の一人はチリ国営テレビの司会を務めていたフェリペ・カミロアガであり、ブエノス・ディアス・ア・トドス（英語: Buenos Días a Todos）という番組で、2010年の地震からの復興の様子をリポートするために同島を訪れようとしていた。フェリペはジャーナリストのロベルト・ブルーセと番組スタッフ3人を率いていた。 
また、慈善家で起業家のフェリペ・クビジョス (Felipe Cubillos) も、地震の被災者を支援のするために本機に搭乗していた。 

## 調査
ダウンウィンド・レッグの針路で飛行場周辺を650フィートで飛行していたものの、突然コントロールを失い、機体が転回し、高度を  海抜1フィートで、突然制御が失われたため、航空機は転回に近い形となり、高度を失い、水面に衝突してしまったものと事故調査官は結論付けた。   